# Nicola Cerfontyne
Nicola Cerfontyne (* 12. September 1987) ist eine englische Badmintonspielerin. 

## Karriere
Nicola Cerfontyne wurde 2011 erstmals nationale Meisterin in England. Bei den Denmark International 2012 belegte sie ebenso Rang drei im Einzel wie bei den Romanian International 2014. Im letztgenannten Jahr startete sie auch bei der Badminton-Mannschaftseuropameisterschaft 2014.